# Erkki Pakkanen
Erkki Olavi Pakkanen, född 19 april 1930 i Elimä, död 23 april 1973 i Kouvola, var en finländsk boxare.
Pakkanen blev olympisk bronsmedaljör i lättvikt i boxning vid sommarspelen 1952 i Helsingfors.